# UTE CAF 7000
El TUE CAF-Série 7000 es una unidad de tren eléctrico perteneciente a la flota de la CPTM. Fue fabricado por la CAF, e inició la operación en el año 2010. Cada composición está constituida por 4 vagones, siendo los dos de los extremos los motores y los dos centrales los remolques.

## Historia
Los trenes fueron fabricados por la CAF en Brasil, localizada en Hortolândia, en el estado de São Paulo.
En 2008 fueron comprados 80 UTEs (320 vagones, cada UTE está formado por 4 vagones) serie 7000, previstos en el proyecto "Expansión São Paulo”, convirtiéndose en la mayor compra de trenes que la Compañía Paulista de Trenes Metropolitanos realizó en toda su historia. 
De este total de 80 UTEs, 40 estarían destinados a la Línea 7 - Rubí y 40 UTEs para la Línea 12 - Zafiro, sin embargo, debido a las necesidades operacionales de las demás líneas, las unidades fueron divididas entre las líneas 8, 9 y 11.
Todas las unidades circulan en formación de 8 vagones (2 UTEs por composición), como estrategia para intentar atajar la gran demanda que las líneas tienen. 
Poco tiempo después, fueron adquiridos 36 trenes de 8 vagones, serie 8000, exclusivas para la Línea 8, las unidades de la serie 7000 que en ella prestaban servicio fueron incorporadas a la Línea 9.

## Préstamos para otras líneas
Actualmente, mientras que los trenes Serie 2000 pasan por reformas y los trenes Serie 9000 están totalmente insertados en la operación comercial, existen 8 UTEs serie 7000 circulando en la 11 - Coral (CPTM) (Composiciones Q01, Q03, Q04, Q06, Q21, Q26, Q30 y Q35) apenas utilizados y que también son compartidos con la Línea 12- Zafiro , con el objetivo de atender a la gran demanda actual y futura que se producirá con el Plan de Expansión Exprés Este Luz - Suzano.
La línea 9 - Esmeralda recibió 16 UTEs (Composiciones Q10, Q11, Q13, Q14, Q15, Q16, Q17, Q19, Q20, Q23, Q27, Q28, Q29, Q32, Q39 y Q40), con el objetivo de estandarizar la línea en formación de 8 vagones (anteriormente 4 vagones) sin comprometer el intervalo. En septiembre de 2014, otros 2 UTEs pasaron a operar en la línea, siendo estos: Q22 y Q31, que estaban siendo compartidos entre la Línea 11 - Coral y la Línea 12 - Zafiro (CPTM). 
Finalmente, la Línea 12 - Zafiro cuenta hasta el momento con 9 UTEs (Composiciones Q05, Q08, Q09, Q12, Q25, Q36 y Q37 + las 8 UTEs que circulan también en la línea 11 - Coral) y la Línea 7 - Rubí con 5 UTEs (Composiciones Q07, Q24, Q33, Q34 y Q38).

## Entrega de los UTEs
La CPTM estableció cada composición como una formación de 2 UTEs (8 vagones) . El primer tren de la serie 7000 fue entregado a la Línea 12 Zafiro (Composición Q01), realizando su viaje inaugural el 28 de marzo de 2010, partiendo de la Estación Brás. 
Actualmente los 40 UTEs en servicio ya se encuentran en dependencias de la CPTM, 38 UTEs son operados (10 para la Línea 12 - Zafiro, 6 para la Línea 7 - Rubí, 14 para la línea 9 - Esmeralda y 10 para la línea 11 - Coral) y 4 UTEs están inmovilizados actualmente debido a algún accidente , siendo estas las composiciones Q02 y Q18 (Q18 está en la fábrica de CAF en Hortolândia para realizar reparaciones, y la Q02 espera su turno para dirigirse a la fábrica) .

## Curiosidades
- Los inversores de tracción VVVF (MAP-264-30VD201) y los motores asíncronos AC (MB-5136-A) de esta serie de trenes fueron aportados por la Mitsubishi Electric.
- Las composiciones Q01 y Q02 son prototipos y fueron fabricados en España en 2009. Llegaron a Brasil por el Puerto de Santos en diciembre de 2009 y sirvieron como base para la fabricación de las otras 38 unidades (Q03 hasta Q40) brasileñas que fuesen producidas de acuerdo con el resultado de desempeño de los trenes españoles. Como los resultados de las pruebas fueron perfectos, todas las obras de las unidades brasileñas son idénticas a los modelos españoles.
- La CPTM desde el final de 2011, invierte la formación de las cabinas de los vagones, para desgastarlas por igual, dejando las cabinas pares en espera y las impares en operación.
- La Línea 10 - Turquesa (CPTM) fue la única línea de todo el sistema que no recibió los trenes de la serie 7000 en su operativa.